# Igboland
Igboland, cunoscută și ca Nigeria de Sud-Est, este casa indigenilor Igbo. Este o regiune culturala nonguvernantala si zona lingvistică comună în sudul Nigeriei. Geografic, este împărțit de fluviul Niger în două secțiuni inegale - un estic (care este cea mai mare dintre cele două) și o secțiune de vest. Acesta este caracterizat prin diversificata Cultura Igbo si diverificata limba Igbo:307:315
Pe plan politic, Igboland este împărțit în mai multe state din sudul nigerian . Cultural, acesta este împărțit în mai multe subgrupuri, incluzând, dar fără a se limita la, Anioma, Ngwa, Edda Egbebu, Ezaa, Ibeku, Ohuhu, Omuma și Ekpeye. William Balfour Baikie a remarcat că "în Igbo  fiecare persoană salută, ca un marinar ar spune, din districtul special în cazul în care el a fost născut, dar când departe de casa toate sunt igbo. Și există diferențe totuși considerabile între diferitele părți ale acestei extinse țară, precum și dialecte vorbite, de asemenea, variază foarte mult. ":307

## Limitele teritoriale
Igboland este înconjurată din toate părțile de o serie de râuri mari, și alte triburi indigene din Nigeria din sudul și centrul respectiv Bini, Itsekiri, Ijaw, Ogoni, Igala, Tiv, Yako, Idoma(popor) and Ibibio. 
În cuvintele lui William B. Baikie, "Igbo patrie, se extinde la est și la vest, de la râul Old Kalabar la malurile Kwora, Niger River, și are, de asemenea, la o parte din teritoriu Aboh, un clan Igbo, la vest-Ward din acest din urmă fluxul la nord se învecinează cu Igara,  Igala și A'kpoto, și este separat de mare doar de triburi mărunte, toate care trasează originea acestei o mare cursă ".:307
Se află mai ales în regiunea de pădure Lowland din Nigeria, cu părți minore din Niger-Delta, în cazul în care fanii fluviului Niger în ocean într-o rețea de Atlantic vastă de sahale și mlaștini de mangrove.
Cele mai vechi așezări găsite în data de Igboland inapoi la 4500 î.Hr., în zona centrală, de unde se crede că majoritatea populației Igbo de limbă au migrat. Nordul Igbo ,Regatul Nri, 
care a crescut în jurul secolului al 10-lea AD, este creditat cu fundația mare parte a culturii Igboland lui, obiceiurile și practicile religioase. Este cea mai veche monarhie existentă în prezent astăzi Nigeria. In sudul Igboland mai multe grupuri dezvoltate, dintre care cele mai notabile a fost confederatia Aro. Igboland a făcut parte din Protectoratul Nigeriei Sudice din Imperiul Britanic și a fost reunit într-o zi moderna Nigeria în 1914; națiunea a câștigat independența în 1960.

## Legături externe
- Igboland’s Culture and Language, Igboguide.org
- Pictorial tour of Igboland,